# Twierdza

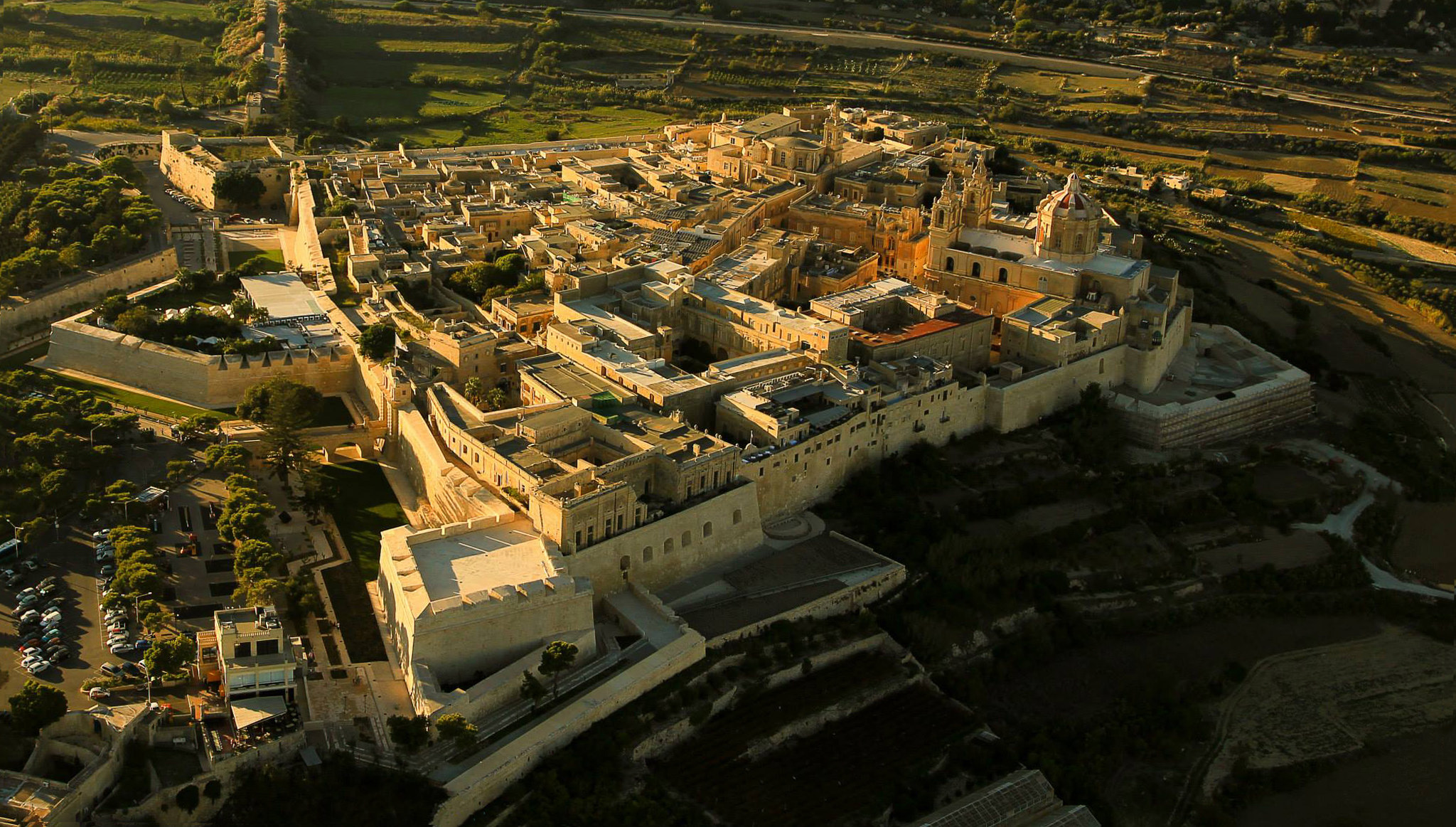
Twierdza Mdina (miasto)

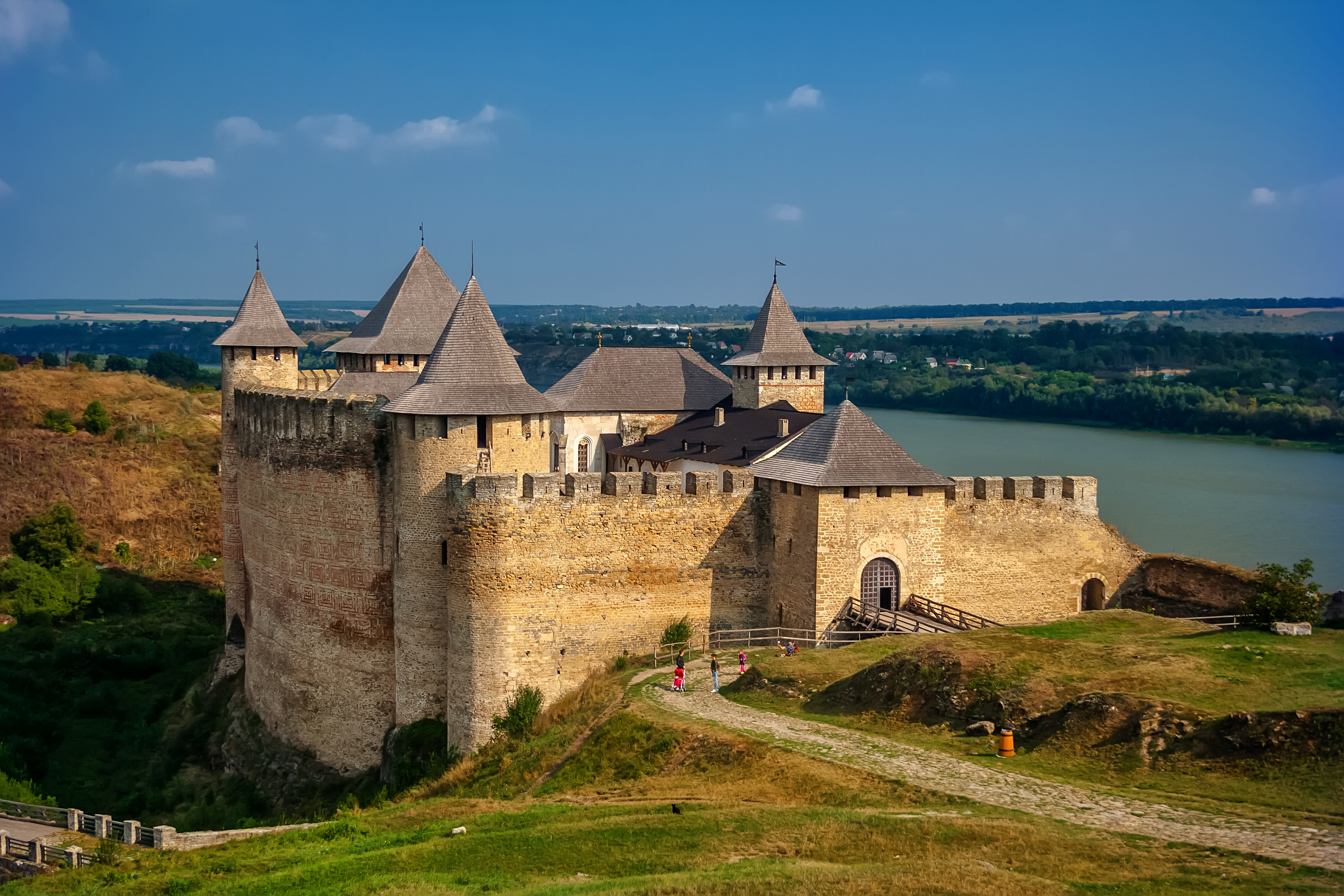
Twierdza w Chocimiu (zamek)

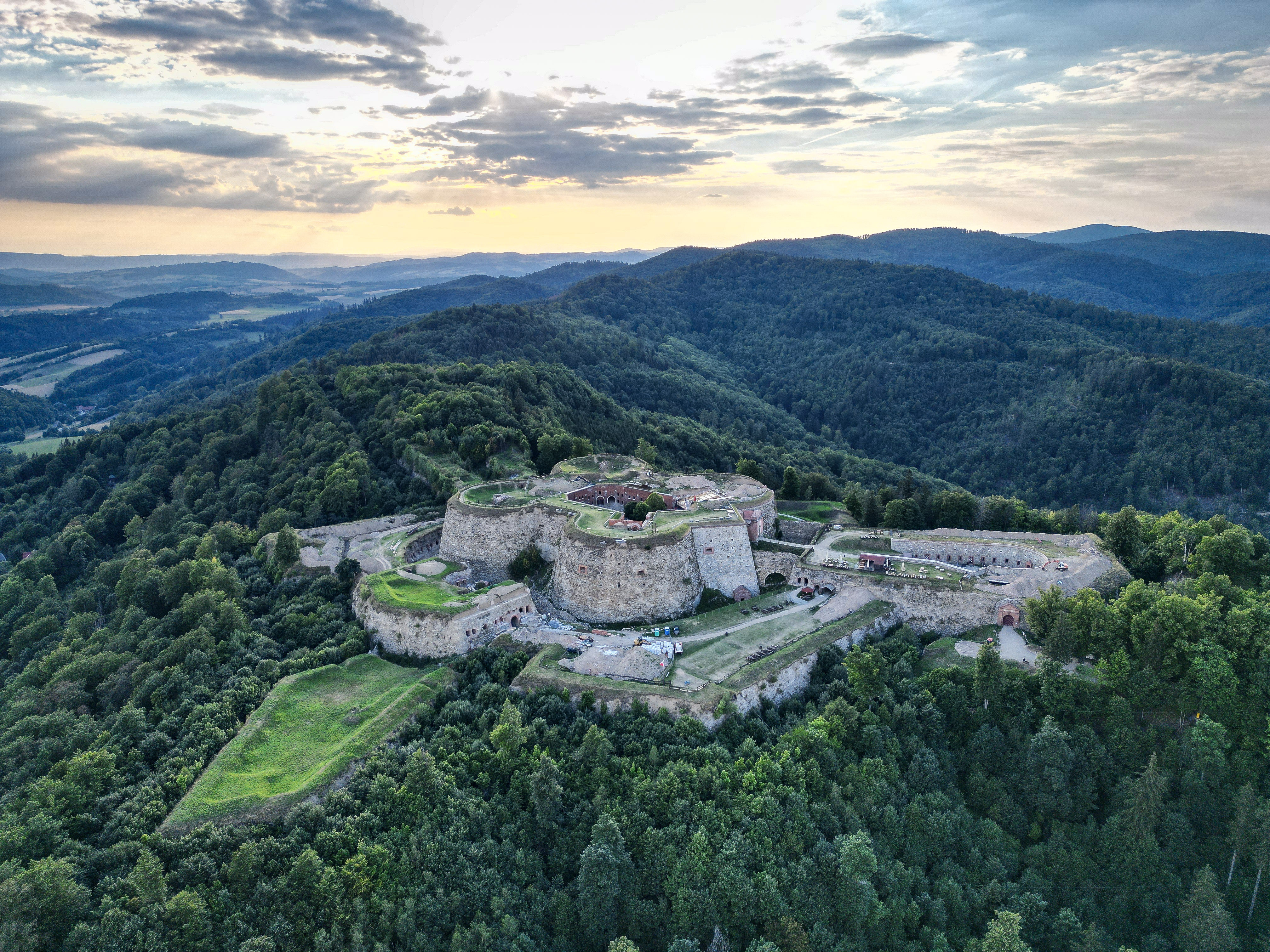
Twierdza Srebrna Góra (zespół fortów i bastionów)

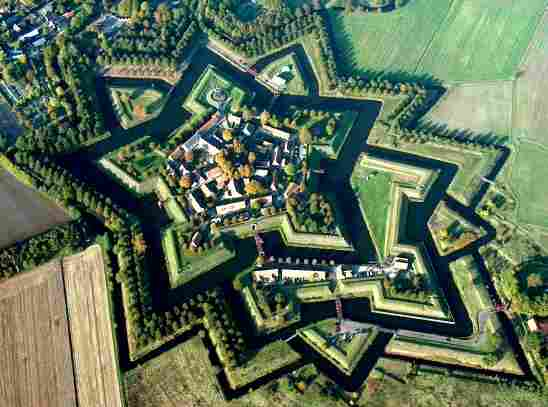
Twierdza gwiazda w Bourtange

Twierdza (forteca z wł. fortezza) – ufortyfikowane miasto, gród, klasztor lub samodzielna budowla o charakterze obronnym (zamek, fort) przystosowana do obrony okrężnej. Twierdze były budowane od starożytności do czasów II wojny światowej, na stałe przebywała w nich załoga. Określenie twierdza stosowane jest także w odniesieniu do więzienia, które znajdowało się na terenie twierdzy.

## Historia
W starożytności rolę twierdzy pełniły umocnienia otoczone murem obronnym zbudowanym na planie wieloboku z basztami na załamaniach wieloboku. W skład takich umocnień wchodziła też cytadela (która też mogła być samodzielną twierdzą).
W okresie średniowiecza twierdza to najczęściej zamek rycerski, ufortyfikowany klasztor lub gród. W tym okresie ważną rolę nadal odgrywały mury obronne, baszty i fosy. W XVI wieku, po wprowadzeniu nowych typów artylerii mury zastąpione zostały wałami ziemnymi, a baszty – bastionami. Tak powstały twierdze o narysie bastionowym. Dalszy rozwój to narys kleszczowy i poligonalny.
W XIX wieku budowano twierdze fortowe, w których ciężar obrony spadał na pierścień (lub pierścienie) przystosowanych do samodzielnej obrony dzieł – fortów, wysuniętych przed jądro twierdzy, które zazwyczaj stanowiła stara cytadela. Forty stanowiły dzieła ceglano-ziemne, a w późniejszym okresie (od końca XIX wieku) betonowo-ziemne. Rozwój artylerii i obserwacji powodował pojawienie się (najpierw w fortyfikacji niemieckiej) dążenia do rozproszenia obiektów fortecznych na większej powierzchni, i rezygnowanie z dotychczas obowiązujących zasad regularnego narysu dzieła fortyfikacyjnego. Przewidywana siła ostrzału nieprzyjacielskiego powodowała proces ukrywania broni i obserwacji własnej w schronach betonowych i za elementami pancernymi, rozmieszczonymi na terenie fortu.
Rozwój technik walki pokazał w okresie I wojny światowej zarówno wady fortyfikacji stałej, jak i jej zalety. Efektem analizy doświadczeń pierwszowojennych były nowoczesne dzieła fortyfikacyjne powstałe w okresie międzywojennym: rejony umocnione, grupy warowne czy nowe typy lekkich umocnień polowych.
Stare twierdze ujawniły swoją przydatność również w latach II wojny światowej, wykazując duże możliwości w zakresie hamowania manewru nieprzyjaciela i osłony obrońców (walki o Modlin w 1939, Brześć w 1941). 
Po roku 1945, wobec rozwoju broni jądrowej oraz nowoczesnych technik bombardowania lotniczego i artyleryjskiego zarzucono budowę umocnień, przeznaczając istniejące bądź budowane wówczas do celów takich jak ochrona przeciwlotnicza ludności, mieszczenie stanowisk dowodzenia czy magazynów.